# (10430) Martschmidt
(10430) Martschmidt – planetoida z pasa głównego asteroid okrążająca Słońce w ciągu 4 lat i 198 dni w średniej odległości 2,74 j.a. Została odkryta 24 września 1960 roku przez Cornelisa i Ingrid van Houtenów na płytach Palomar Schmidt wykonanych przez Toma Gehrelsa. Nazwa planetoidy pochodzi od Maarten Schmidta (ur. 1929), holenderskiego astronoma. Przed jej nadaniem planetoida nosiła oznaczenie tymczasowe (10430) 4030 P-L.